# 族群生物學
族群生物學（英語：population biology）是一個將生態學和演化生物學領域結合的跨學科領域。族群生物學利用数学、统计学、遗传学、基因組學和系統學工具。 族群生物學家研究同一個物種的種群內的等位基因頻率變化（進化）（種群遺傳學範圍），以及不同物種的種群之間的相互作用（生態學範圍）。
1971年，E. O. 威尔逊等人使用该術語指將數學模型應用於群体遗传学、群落生态学和种群动态。阿伦·黑斯廷斯於1998年將其用作一本關於種群動態的數學模型書的書名。該術語亦是2010年代加利福尼亞大學戴維斯分校開設的一門課程名稱，該校對其的描述是結合生态学和演化生物学的交叉領域。該課程囊括了数学、统计学、遗传学和系統分類學等學科，研究多種不同生物。